# Smock
Smock es un lugar designado por el censo ubicado en el condado de Fayette en el estado estadounidense de Pensilvania. En el Censo de 2010 tenía una población de 583 habitantes y una densidad poblacional de 144,11 personas por km².

## Geografía
Smock se encuentra ubicado en las coordenadas 39°59′59″N 79°46′39″O / 39.99972, -79.77750. Según la Oficina del Censo de los Estados Unidos, Smock tiene una superficie total de 4.05 km², de la cual 4.05 km² corresponden a tierra firme y (0%) 0 km² es agua.

## Demografía
Según el censo de 2010, había 583 personas residiendo en Smock. La densidad de población era de 144,11 hab./km². De los 583 habitantes, Smock estaba compuesto por el 93.65% blancos, el 2.74% eran afroamericanos, el 0% eran amerindios, el 0% eran asiáticos, el 0% eran isleños del Pacífico, el 0.34% eran de otras razas y el 3.26% pertenecían a dos o más razas. Del total de la población el 0.17% eran hispanos o latinos de cualquier raza.